# Ultima Thule (Band)
Ultima Thule ist eine Rockband aus Nyköping (Schweden), die 1983 gegründet wurde, 2012 ihre Auflösung bekanntgab und bereits 2015 wieder zusammenkam. Die Band ist die älteste und bekannteste Vikingrock-Band und war insbesondere Anfang der 1990er in ihrem Heimatland populär, wo sie in den Charts sehr erfolgreich war. Wegen ihrer Kontakte zur rechtsextremen Szene in Schweden und ihrer patriotischen und häufig auch nationalistischen Lieder wird sie häufig dem Rechtsrock zugeordnet.
Der Name der Musikgruppe stammt aus der griechischen Antike und steht für den nördlichsten Rand der Welt.

## Geschichte
Die Band wurde 1983 von Bruno Hansen (Gesang, Gitarre), Jan Thörnblom (Gitarre), Thomas Krohn (Bass) und Ulf Hansen (Schlagzeug) gegründet. Zu Beginn zählte sie zur rechtsextremen Skinhead-Szene. 1985 debütierte sie mit der über Sveamål veröffentlichten EP Sverige, Sverige fosterland (das Lied Du gamla du fria erschien außerdem auf dem Rechtsrock-Sampler No Surrender! von Rock-O-Rama). Sänger Bruno Hansen verließ 1987 die Gruppe, die bis Anfang der 1990er relativ erfolglos blieb. Dies änderte sich erst 1993, nachdem die Band bei Bert Karlssons Label Marianne Records einen Vertrag unterschrieben hatte. Karlsson war zu dieser Zeit Parteimitglied und schwedischer Abgeordneter für Ny Demokrati. Mit der Band zusammen erstellte er ein neues Konzept: Ultima Thule wurden zu einer „Viking power rock and roll band“, ein Stil, der später als Vikingrock bekannt wurde. Mit Karlsson hatte die Band Platzierungen in den Top-10 der schwedischen Charts. Mitte der 1990er erhielten Ultima Thule in ihrer Heimat innerhalb eines Vierteljahres drei goldene Schallplatten. Zudem waren sie die erste Band in Schweden, die gleichzeitig drei Alben in den Top 20 der Charts hatte. In Dresden spielte die Band 1998 vor über 700 Zuschauern.
Mit dem einsetzenden Erfolg wurde aber auch die Vergangenheit der Gruppe näher beleuchtet und Karlsson geriet in die Kritik. Letztlich war er gezwungen, den Vertrag mit Ultima Thule zu kündigen.
Mit dem erwirtschafteten Geld konnten Ultima Thule ein eigenes Label gründen. Neben ihren eigenen Veröffentlichungen erschienen Alben der Vikingrock-Band Hel, aber auch der rechtsextremen Band Dirlewanger, die ihren Namen in Heroes änderte.
Die Mitglieder der Band distanzieren sich inzwischen von rechtsextremem Gedankengut und beteuern, hiermit nie etwas zu tun gehabt zu haben. Die Band hat sich selbst mehrfach gegen rechte Gewalt und Rassismus ausgesprochen, bezeichnet sich aber als nationalistisch. Die Erklärungsversuche der Band wurden jedoch von linksgerichteten Gruppierungen mit Verweis auf vielfache gemeinsame Konzerte mit offen neonazistischen Musikgruppen in Schweden abgelehnt. Als problematisch oder zumindest missverständlich wird auch die im Jahre 2000 erschienene Single Herrlich Hermannsland angesehen, auf der sich explizit für deutsche Fans Interpretationen zweier alter Lieder in deutscher Sprache finden. Im Beiheft ist neben zahlreichen Fotos von Wehrmachtsoldaten der Satz „Diese beiden Lieder sind fast 200 Jahre alt und sollen alle daran erinnern, dass eure Geschichte lange vor 1933 begann und nicht 1945 endete“ abgedruckt. Am 11. Februar 2000 wurde auf das Valhalla-Studio der Band ein Bombenanschlag verübt. Der daraus resultierende Brand hat das Studio, einen Großteil der Merchandising-Artikel sowie zahlreiche Originalaufnahmen zerstört. Als Antwort auf den Anschlag veröffentlichten Ultima Thule in Zusammenarbeit mit der befreundeten Band Hel das Split-Album Genom eld och askan (dt.: ‚Durch Feuer und Asche‘).
Die Oi!-Band The Headhunters sowie die Psychobilly-Band Hotrod Frankie sind Nebenprojekte der Ultima-Thule-Mitglieder.
Am 27. Juli 2012 gab die Band im schwedischen Nyköping auf dem Kuggnäsfestivalen ihr Abschiedskonzert, spielte jedoch bereits 2014 wieder neue Titel unter dem vorläufigen Albumnamen Projekt Gleipner ein, um ein Jahr später mit dem Studioalbum Trägen Vinner ihr Comeback zu feiern.
Im Juli 2016 erklärten Ultima Thule auf ihrer Facebook-Seite, dass Janne Thörnblom die Band verlässt, jedoch das Gründungsmitglied Bruno Hansen als Sänger zurückgewonnen werden konnte.

## Texte
Die Lieder von Ultima Thule handeln hauptsächlich von Geschichten aus der nordischen Mythologie und von Sagen aus anderen Kulturkreisen, zudem gibt es viele patriotische Lieder von Balladen bis zu modernen Rock-Werken.
Ultima Thule findet international vor allem im unpolitischen Teil der Skinhead- und Punk-Szene sowie im politisch rechten bis rechtsextremen Milieu Anhänger. Insbesondere in Schweden erreichte die Band aber auch breite Schichten der Durchschnittsbevölkerung.

## Diskografie
- 1985: Sverige, Sverige fosterland
- 1990: Hurra för Nordens länder
- 1991: Svea hjältar
- 1991: Havets vargar
- 1992: Schottis på Valhall
- 1992: Mitt land
- 1992: För fäderneslandet
- 1992: The early years 1984–1987
- 1993: Vikingablod
- 1993: Vikingabalk
- 1994: Öppna landskap
- 1994: Nu grönskar det
- 1994: Punk Was (Split mit Blind System)
- 1994: Tack för hjälpen!
- 1995: Once upon a time – A collection of raven tales
- 1995: Blonda, svenska vikingar
- 1995: Lejonet från norden
- 1996: Skinhead
- 1996: Karoliner
- 1997: Live in Dresden
- 1997: Nu grönskar det igen/Ultima Thules jukebox hits
- 1999: Sörjd och saknad
- 1999: Sverige
- 2000: Folkets röst
- 2000: Herrlich Hermannsland
- 2000: Genom eld och aska (Split mit Hel)
- 2001: Resa utan slut
- 2001: Ragnarök
- 2002: Carlie
- 2004: Lokes träta
- 2004: Rötter
- 2005: Skaldermjöde
- 2005: Yggdrasil
- 2007: Folkets röst vol. 2
- 2007: 25 year – anniversary (auf 1000 Stück limitiertes Jubiläumsalbum)
- 2009: Korpkvädet
- 2009: The Best of… Polish Edition
- 2012: 30-åriga Kriget (auf 2500 Stück limitiertes Minialbum)
- 2012: Live at Kuggnäs 2012
- 2014: Fattig bonddräng
- 2015: Trägen vinner
- 2016: Så länge skutan kan gå (EP)
- 2017: Vingslag
- 2018: 1458
- 2019: Charlataner
- 2022: I rikets tjänst

## Eigendarstellung
- 2003 – Ultima Thule – Vier Jungs erschüttern Schweden (Dim-Records-Eigendruck)